# 小美人魚3：回到當初
《小美人魚3：回到當初》（英語：The Little Mermaid: Ariel's Beginning）是一部迪士尼于2008年發行的錄影帶首映動畫劇情片由動畫外包香椿城動畫有限公司和迪士尼香椿工作室澳大利亞2006年 10月關閉、 也是1989年電影《小美人魚》的前傳， 導演為佩姬·霍爾姆斯，故事的內容設定在小美人魚之前所發生的事件。在1989年首映電影和續集《小美人魚2：重返大海》裡，所有的“音樂” 被海底王國的川頓國王所禁止，他的最年輕的女兒愛麗兒試圖挑戰這項規定。這部影片由茱蒂·班森、山繆爾·E·萊特、莎莉·菲爾德和金·康明斯（取代早期的肯尼斯·馬斯飾演川頓國王。）擔任配音。華特迪士尼影業集團家庭娛樂於2008年8月26日發行這部影片。本片與之前的小美人魚TV卡通版有些出入和相左，這暗示它是迪士尼的《小美人魚》特許的獨立篇章。
由于2007年华特迪士尼动画工作室新总裁约翰·拉赛特宣布取消全部2008年后的录像带发行的迪士尼经典动画续集，故该作成为迪士尼最后一部仅以录像带形式发行的迪士尼经典动画续集。電影發行後的評價以負面為主，影評家批評編劇和欠缺1989年首映電影的魅力，還有過度消耗特許經營權。

## 劇情
川頓國王和他的妻子雅典娜女王是充滿音樂和歡笑的海底王國的統治者。他們有七位年輕的女兒，其中最小的女兒為愛麗兒。人魚休息都在環礁湖區的礁岩上，川頓國王給了雅典娜女王一個音樂盒，這時一艘海盜船接近，大家都倉皇逃走，除了為了試圖挽救音樂盒而被船給撞上而身亡的女王雅典娜，川頓國王面對雅典娜的離世感到身心交瘁，將音樂盒拋入海洋並王國內禁止出現音樂。
十年後，愛麗兒和她的六個姊姊生活在家庭教師嚴格的常規下，瑪蓮娜（Marina Del Rey）和她的助手班傑明（Benjamin）。瑪蓮娜討厭擔任女孩們的家庭教師，並想成為川頓國王旁的隨官，但這份職務被賽巴斯丁給補缺。愛麗兒對他們的生活方式感到失意，這使他與父親川頓國王發生衝突。有天，愛麗兒遇見了一隻幼小的魚：小比目魚，並跟隨牠到了一個地下音樂俱樂部。對於音樂的出現，愛麗兒感到大喜，而當她看見賽巴斯丁表演感到震驚。當她一出現，整個樂團停止演奏和隱藏起來，覺得愛麗兒會告訴川頓國王他們和這件事。愛麗兒透過唱首歌來解釋以及對她母親的愛與懷念，她也透過誓言加入俱樂部。
愛麗兒回到宮中，她的姊姊們問她的失蹤，她也解釋她去哪裡，而第二天晚上所有的七姐妹去俱樂部得到樂趣。瑪蓮娜暗中發現他們，她後來向川頓國王報告他們的活動行蹤。賽巴斯丁、小比目魚和樂團都送到監獄裡，而瑪蓮娜得到她想要的工作。川頓國王限制女兒們只能在宮中，這導致愛麗兒與川頓國王爭吵著音樂為何是不允許的，川頓國王拒絕回答並認為在他的王國不會有音樂出現。發狂的愛麗兒認為母親雅典娜不會希望音樂被禁止，氣呼呼地游回女孩們的臥室，她難過的姐妹們很快就理解。那晚，她離開大西洋和釋放囚犯。賽巴斯丁帶領他們到一個荒無人煙不遠處，在那個地方，愛麗兒發現了雅典娜的音樂盒，她與賽巴斯丁決定重返大西洋送回音樂盒給川頓國王，使他開心及希望能改變他的想法，因為川頓國王在雅典娜去世後已經忘記如何高興。
在返回的途中，他們面對瑪蓮娜和她的電鰻。瑪蓮娜為了保持的權利和位置並展開鬥爭阻止他們，當要結束時，瑪蓮娜高速迎向賽巴斯丁，但愛麗兒把他推遠開來在這個過程中被擊中。川頓國王及時抵達見證這一幕自己的行為感到悔恨之際。他唱著“雅典娜之歌”的歌詞，愛麗兒並醒過來。在片尾，川頓國王恢復音樂，任用賽巴斯丁為大西洋的一個海底御用音樂家，大家充滿著歡樂，除了瑪蓮娜被送往監獄。在牢房裡，班傑明也涉嫌知道有關瑪蓮娜的邪惡計畫，他問瑪蓮娜是否得到教訓，瑪蓮娜無奈地回答是的，也問她是否願意和他跳一支舞，他們倆就在囚室內跳舞。

## 生產
本部片原本的暫定片名為《小美人魚3》與《小美人魚：愛麗兒的起源》 (迪士尼香椿工作室澳大利亞、 中國)、 迪士尼香椿工作室（英語：The Little Mermaid: Ariel's Beginning, DisneyToon Studios Australia, China)、 由動畫外包香椿城動畫有限公司和迪士尼香椿工作室澳大利亞2006年10月關閉預告片和音樂預告影片（“Jump in the Line”另一版），收錄在2006年10月發行的小美人魚的鉑金版DVD。

## 配音員
| 配音                                   | 配音                | 配音                                                  | 配音                                                      | 角色                       |
| 英語                                   | 國語                | 粵語                                                  | 大陆国语                                                  | 角色                       |
| -------------------------------------- | ------------------- | ----------------------------------------------------- | --------------------------------------------------------- | -------------------------- |
| 茱蒂·班森                              | 劉小芸              | 馮蔚衡 陳美鳳（唱）                                   | 刘畅韵                                                    | 愛麗兒（Ariel）            |
| 山姆·E·怀特                            | 佟紹宗 謝文德（唱） | 葉振邦                                                | 陆揆                                                      | 賽巴斯丁（Sebastian）      |
| 山姆·E·怀特                            | 佟紹宗              |                                                       |                                                           | 旁白（The Narrator）       |
| 吉姆·康明斯                            | 陳旭昇              | 賈鳳梧                                                | 陆建艺                                                    | 川頓國王（King Triton）    |
| 吉姆·康明斯                            | 劉安                | 李忠強                                                |                                                           | 烏龜薛寶（Shelbow）        |
| 莎莉·菲爾德                            | 崔幗夫              | 劉雅麗                                                | 林兰                                                      | 瑪蓮娜（Marina Del Rey）   |
| 帕克·格利斯                            | 林均                | 王樹熹                                                | 李逸飞                                                    | 小比目魚（Flounder）       |
| 塔拉·史壯                              | 錢欣郁              | 麥智鈞                                                |                                                           | 愛莉娜（Adella）           |
| 塔拉·史壯                              | 錢欣郁              | 鄭佩嘉                                                |                                                           | 愛露娜（Andrina）          |
| 珍妮弗·哈尔                            | 高幼帆              | 賴芸芬                                                |                                                           | 愛拉娜（Alana）            |
| 格蕾·德莱勒                            | 謝佼娟              | 潘芳芳                                                |                                                           | 愛娃娜（Aquata）           |
| 格蕾·德莱勒                            | 謝佼娟              | 黃紫嫻                                                |                                                           | 愛瑞娜（Arista）           |
| 卡莉·华根                              | 丘梅君              | 郭碧珍                                                |                                                           | 愛妮娜（Attina）           |
| 杰夫·本内特                            | 梁興昌              | 吳錦源                                                | 姜广涛                                                    | 班傑明（Benjamin）         |
| 蘿蕾·希爾·巴特斯 安德莉亚·罗宾森（唱） | 劉小芸 蕭蔓萱（唱） | 杜雯惠                                                |                                                           | 阿西娜女王（Queen Athena） |
| 羅伯·保羅森                            | 劉安                | 李建良                                                |                                                           | 章魚墨汁（Ink Spot）       |
| 羅伯·保羅森                            | 陳宏瑋              | 李建良                                                |                                                           | 蝦子阿威（Swifty）         |
| 凯文·迈克尔·理查森                     | 王俊博              | 龔國強                                                |                                                           | 河豚奇克（Cheeks）         |
| 凯文·迈克尔·理查森                     | 洪明                | 古明華                                                |                                                           | 瑞瑞（Ray-Ray）            |
|                                        | 龍祥輝 陳秀珠       | 譚錫禧 胡永正 趙善恆 梁偉基 阿志 林可嘉 周小君 余菁華 | 田波 王凯 凌云 伍凤春 胡静 张美娟 闫蒙蒙 杨莹 刘露 张云明 |                            |

## 配樂
本片配樂由詹姆斯·都利組成，錄製於索尼配乐舞台，由好萊塢工作室交響樂團72人合奏和一個大樂隊組成。
電影內的新歌是珍妮·狄苏瑞所寫，連同先前的版本錄製卡呂普索音樂，由Dooley進行編曲。本部影片卻無發行電影原聲帶。
影片中特色歌曲：
- "雅典娜之歌"（Athena's Song） - 安德莉亞·羅賓森（英语：Andrea Robinson (singer)）演唱
- "只是個錯誤"（Just One Mistake） - 莎莉·菲爾德演唱
- "I Remember" - 茱蒂·班森演唱
- "躍動隊伍（搖吧，塞諾拉）（英语：Jump In The Line (Shake, Senora)）"（Jump in the Line (Shake, Shake, Shake, Senora）[3][4]- 山繆爾·E·萊特（英语：Samuel E. Wright）和合音演唱
- "Jump In The Line" (Shake, Shake, Shake, Senora) 無伴奏合唱版本 - 帕克·葛利斯（英语：Parker Goris），山繆爾·E·萊特（英语：Samuel E. Wright）、茱蒂·班森和合音演唱
- "男人聰明(女人更聰明)（英语：Man Smart (Woman Smarter)）" (純音樂)[3]
- "只是個錯誤"（Just One Mistake）(重奏) - 莎莉·菲爾德演唱
- "I Will Sing" - Jeannette Bayardelle演唱

## 發行
這部影片是DVD發行的錄影帶首映版，美國於2008年8月26日發行，英國和歐洲於2008年9月22日發行。該DVD包含刪除片段，由導演主持的生產花絮、遊戲和活動，並通過塞爾芮·博格斯對小美人魚音樂劇的生產花絮特輯。12月16日，該片白金版與《小美人魚》和《小美人魚2：重返大海》的“小美人魚三部曲”合集一同發行。

## 評價
該DVD在那年8月31日結束的一周成為了最暢銷的DVD。這部電影的評論普遍是正面的，雖然新的反派Marina一直被批評為像是一個貧窮的烏蘇拉。影片的動畫品質一直稱讚為一個令人印象深刻和媲美原電影的錄影帶首映影片。負面評價是在電影內，愚笨時常被建立在無聊的故事下，這實在太普通，影響到人物在困境時所流露的情感魅力。音樂也被批評為不容易記住的，評論它是個不實的宣傳。

## 外部連結
- 《小美人鱼3》迪士尼官方网站
- 互联网电影数据库（IMDb）上《小美人魚3：回到當初》的资料（英文）
- AllMovie上《小美人魚3：回到當初》的资料（英文）
- 豆瓣电影上《小美人魚3：回到當初》的資料 （简体中文）
- 爛番茄上《小美人魚3：回到當初》的資料（英文）
- 大卡通資料庫上《小美人魚3：回到當初》的資料（英文）